# 로스토프 전투 (1942년)
로스토프 전투는 5일간 지속된 청색 작전의 한 부분으로, 후퇴하던 소련 제56군과 이를 포위하려던 독일 제17군 및 제1기갑군 간의 전투였다.
이 전투는 독일군에게 확실한 성공이었다. 그들은 브란덴부르거즈의 "코만도" 작전 덕분에 돈강의 다리, 바타이스크 다리, 그리고 도시 남쪽의 제방을 점령했고 늪지대 범람을 막아 캅카스로의 진격을 계속할 수 있었다.

## 같이 보기
- 로스토프 전투 (1941년)
- 로스토프 전투 (1943년) – 소련이 도시를 탈환하다.

## 참고 문헌
- Lopez, Jean (2008). 《Stalingrad: la bataille au bord du gouffre》. Campagnes & stratégies (프랑스어) 1판. Paris: Economica. ISBN 978-2717856385.
- Werth, Alexander (1964). 《Russia At War, 1941-1945》. London: Barrie & Rockliff. ISBN 978-2847347609.
- Krivosheev, Grigori (2001). 《Россия и СССР в войнах XX века. Потери вооруженных сил. Статистическое исследование》 (러시아어). Moscow: Olma-Press. ISBN 5-224-01515-4.